# Hans-Joachim Weise
Hans-Joachim Weise (15 de novembro de 1912 — 24 de fevereiro de 1991) é um velejador alemão, campeão olímpico.

## Carreira
Weise consagrou-se campeão olímpico ao vencer a série de regatas da classe Star nos Jogos Olímpicos de Verão de 1936 em Berlim ao lado de Peter Bischoff a bordo do Wannsee. Os dois venceram a competição com grande vantagem sobre os barcos da Suécia e da Holanda e receberam a única medalha de ouro para velejadores alemães em 1936.